# Jean-Claude Van Cauwenberghe

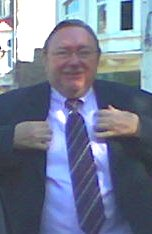
Jean-Claude Van Cauwenberghe

Jean-Claude Van Cauwenberghe (n. 28 aprilie 1944, Charleroi, Valonia, Belgia) este un om politic valon, membru al Partidului Socialist, născut la Charleroi pe 28 aprilie 1944.

## Carieră politică
- 1977-1983: Deputat
- 1983-1995: Primar de Charleroi
- 1995-1999: Ministru valon al bugetului, al finanțelor, al locurilor de muncă și al formării profesionale; bugetului, al finanțelor și al funcției publice al comunității Valonia-Brussel.
- 1999-2000: Ministrul valon al bugetului, echipamentului și al lucrărilor publice.
- 2000-30 septembrie 2005: Ministrul-Președinte al Valoniei.